# 멜빈 왕 황치
멜빈 왕 황치(Melvin Wong Hwang Chee, 1978년 7월 30일~ )는 기업가, 연사 그리고 사업가이다. 그는 The Football Association, MotoGP 그리고 Formula one의 판타지 스포츠 플랫폼 FanXT 창립자이다.

## 경력
그는 2005년에 Just Mobile이라는 회사를 시작하여 FanXT 라는 판타지 스포츠 플랫폼으로 확장했다. 도쿄 기반 회사 인 Grand Perfecta Inc.는 2016년에 미국 자회사 인 Sports Perfecta Inc.를 통해 FanXT를 인수했다.
2012년 멜빈은 워싱턴 DC의 백악관에서 열린 미 국무부가 주관 한 'Global Entrepreneurship Week'에서 자신의 나라를 대표했다. 2013년 멜빈은 말레이시아 Universiti Teknologi MARA System에서 미국 해양과 국제 환경 및 과학 담당 차관보 Kerri- Ann Jones과 함께 과학, 기술 및 기업가 정신 행사의 연사로 활동했다. 그는 또한 오바마 대통령이 주재하고 2013년에 개최 된 The Global Entrepreneurship Summit 의 연사로도 활동했다.
멜빈은 2012년 8TV (말레이시아)에서 방영된 비즈니스 리얼리티 쇼인 MyEG Make The Pitch Season 2 의 우승자이다. 그는 MyEG 로부터 1 백만 달러의 투자 자금을 얻었지만 나중에 거절했다. 그는 또한 2014년 Channel News Asia에서 방영된 Startup Asia 비즈니스 TV 리얼리티 쇼의 준결승 후보 중 한 명이다.
멜빈은 2012년 TiE 의 모든 아시아 비즈니스 계획 공모전과 2014년 MyIPO 가 주최한 말레이시아의 국가 지적 재산 상 (National Intelligent Property Award) 등 여러 지역 및 국제 상을 수상했다. 그의 FanXT 회사는 2014년 풋볼 비즈니스 어워드에서 블룸버그 스포츠 (Bloomberg Sports), FIFA 및 스카이 독일 (Sky Deutschland)과 함께 결승전에 진출했다. 현재 그는 캘리포니아의 South Bay Entrepreneurial Center에서 멘토이다.

## 수상
- 국가 지적 재산권 어워드 - 말레이시아 - (2014)
- GIST - U.S - (2013)
- TiE 글로벌 모든-아시아 비즈니스 대회 - 인도 - (2012)
- MSC 아시아 태평양 ICT 어워드(APICTA) - 말레이시아 - (2011)
- 콘텐츠 360 대회에서 MIPTV 최종 결선 진출 - France - (2010)
- 혁신 말레이시아 어워드 - 말레이시아 - (2009)
- 모바일 월요일 글로벌 서밋 피어 어워드 - 말레이시아 - (2008)
- MSC 모바일 콘텐츠 대회 - 말레이시아 - (2006)